# 卡斯滕·施梅林
卡斯滕·施梅林（德語：Karsten Schmeling，1962年1月13日—），德国男子赛艇运动员。他曾代表东德参加1988年夏季奥林匹克运动会赛艇比赛，获得男子四人单桨有舵手金牌。